# Pulau Teupah
Pulau Teupah is een bestuurslaag in het regentschap Simeulue van de provincie Atjeh, Indonesië. Pulau Teupah telt 254 inwoners (volkstelling 2010).